# Marko Bakić
Marko Bakić (Servisch: Марко Бакић; Budva, 1 november 1993) is een Montenegrijns voetballer die als offensieve middenvelder speelt. Hij verruilde in juli 2019 SC Braga voor Royal Excel Moeskroen, dat hem daarvoor al huurde.

## Clubcarrière
Bakić speelde in de jeugd bij de club uit zijn geboortestad, FK Mogren Budva. In twee seizoenen scoorde hij vijf doelpunten in 33 competitiewedstrijden voor die club.
Bakić tekende op 30 augustus 2012 een tweejarig contract bij Torino. Dat contract bevatte een clausule dat ACF Fiorentina 50% van zijn transferrechten zou bezitten en hem na één seizoen zou kunnen overnemen van de club uit Turijn. Hij debuteerde op 19 mei 2013 voor Torino, in de Serie A  tegen Calcio Catania. Op 21 juni 2013 werd hij getransfereerd naar ACF Fiorentina voor een bedrag van €2.500.000,-. Hij vierde zijn debuut voor La Viola op 29 augustus 2013 in de Europa League, tegen Grasshopper Club Zürich. Hij begon in de basiself en werd na 86 minuten vervangen door Matías Fernández. Na een seizoen volgden verhuurperiodes aan Spezia Calcio 1906 en Belenenses. In 2016 tekende hij een contract bij SC Braga, dat €900.000,- voor hem betaalde aan Fiorentina. Daar kwam Bakić echter weinig aan spelen toe en volgden opnieuw meerdere verhuurperiodes, achtereenvolgens aan AD Alcorcón, opnieuw Belenenses en Royal Excel Moeskroen. Bij de Waalse club maakte hij indruk, wat hem in juli 2019 een definitieve overeenkomst opleverde. Moeskroen betaalde voor hem €600.000,-.

## Interlandcarrière
Bakić debuteerde op 15 augustus 2012 op achttienjarige leeftijd voor Montenegro in een vriendschappelijke wedstrijd tegen Letland. Hij viel na 79 minuten in voor Stevan Jovetić.

## Erelijst
| Kampioen Prva Crnogorska Liga | 1x | 2010/11 |